# Buit local
El buit local és una vasta regió buida de l'espai, lliure de matèria, localitzada al Supercúmul de la Verge, adjacent a la mateixa galàxia de la Via Làctia. Va ser descobert per R. Brent Tully de l'American Astronomical Society a Honolulu, Hawaii. Té una llargada de milions d'anys llum, però l'extensió exacta de la qual és desconeguda. Aquest buit local està creixent per l'acció de la gravetat, que tendeix a concentrar la matèria (i en aquest cas les galàxies) en punts propers.